# 沼谷純
沼谷 純（ぬまや じゅん、1973年3月30日 - ）は、日本の政治家。第19代秋田市長（1期）。
秋田県議会議員（4期）を歴任した。

## 経歴
秋田大学卒業後の1995年に秋田県庁に入庁。画調整課、総務課、総合政策課、秋田県立大学事務局、青森県庁経営支援課勤務。2010年に秋田県庁を退職。
2011年の秋田県議会議員選挙で初当選。旧民主党県連幹事長や旧民進党県連代表を歴任。2017年の衆議院選挙での旧民進党の分裂に伴い離党。以降は無所属で活動している。 3期目途中の2021年に県議を辞職し秋田市長選挙に出馬するが、約8000票差で現職の穂積志に敗れる。その後2023年の秋田県議会議員選挙で当選。
2025年1月9日に秋田市長選挙への再出馬を表明し、3月6日に県議を辞職。立憲民主党の推薦を得て臨んだ4月6日の秋田市長選挙で穂積に4万票以上の差をつけ当選を果たした。秋田市長選において新人候補が現職を破ったのは1971年以来54年ぶりとなった。

## 人物
秋田市長選挙と同日に行われた秋田県知事選挙で当選した鈴木健太は秋田県議選挙において同じ秋田市選挙区のライバルであり、2015年と2019年の選挙ではいずれも鈴木が1位、沼谷が2位であったが、2023年の選挙では沼谷が1位、鈴木が2位となっている。